# Chiesa di San Matteo (Scicli)
La chiesa di San Matteo Apostolo è una chiesa di Scicli (Libero consorzio comunale di Ragusa), collocata in cima al colle omonimo. È il simbolo della città.

## Storia
Una chiesa esisteva già nell'alto medioevo nello stesso punto dell'edificio attuale, la quale venne raffigurata da tele e incisioni conservate in diverse chiese di Scicli che raffigurano il colle di San Matteo, con la chiesa e la svettante torre campanaria posta a ridosso delle absidi.
Nel 1404 – secondo la tradizione – vi venne sepolto beato Guglielmo Buccheri eremita, nella Cappella dei Conti di Modica.
L'attuale chiesa è frutto di una ricostruzione settecentesca successiva al terremoto del Val di Noto del 1693.
La chiesa fu duomo della città fino al 1874, anno dello spostamento della chiesa matrice nella gesuitica chiesa di Sant'Ignazio. L'edificio, lasciato in abbandono fu soggetto ad un rapido degrado, essendo stato privato totalmente delle coperture (volte e tetto).

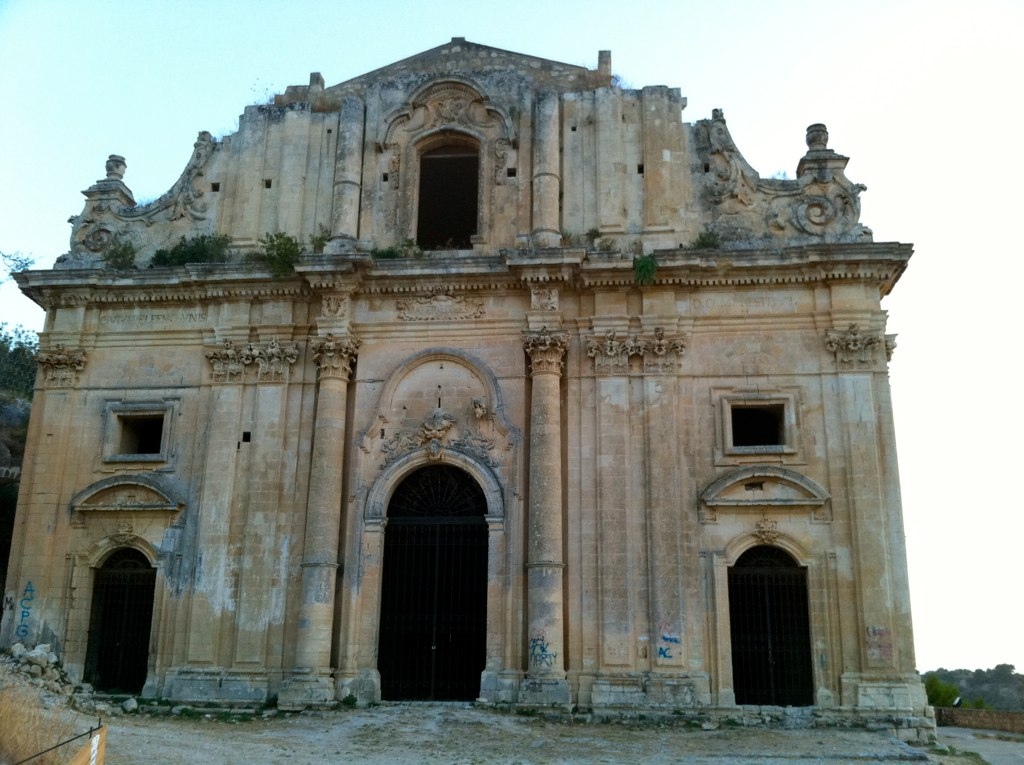
La facciata prima del secondo restauro, 2010

Negli anni novanta fu sottoposta a restauro, con la realizzazione di una copertura in cemento armato a forma di volta, che ha determinato problemi statici a causa del peso ingente e della differente risposta alle sollecitazioni dei materiali utilizzati. Un secondo restauro, che ha riguardato in particolare gli esterni e gli infissi, è stato realizzato a metà degli anni duemiladieci; da allora, durante vari episodi di vandalismo sono stati infranti alcuni vetri delle finestre.

## Descrizione

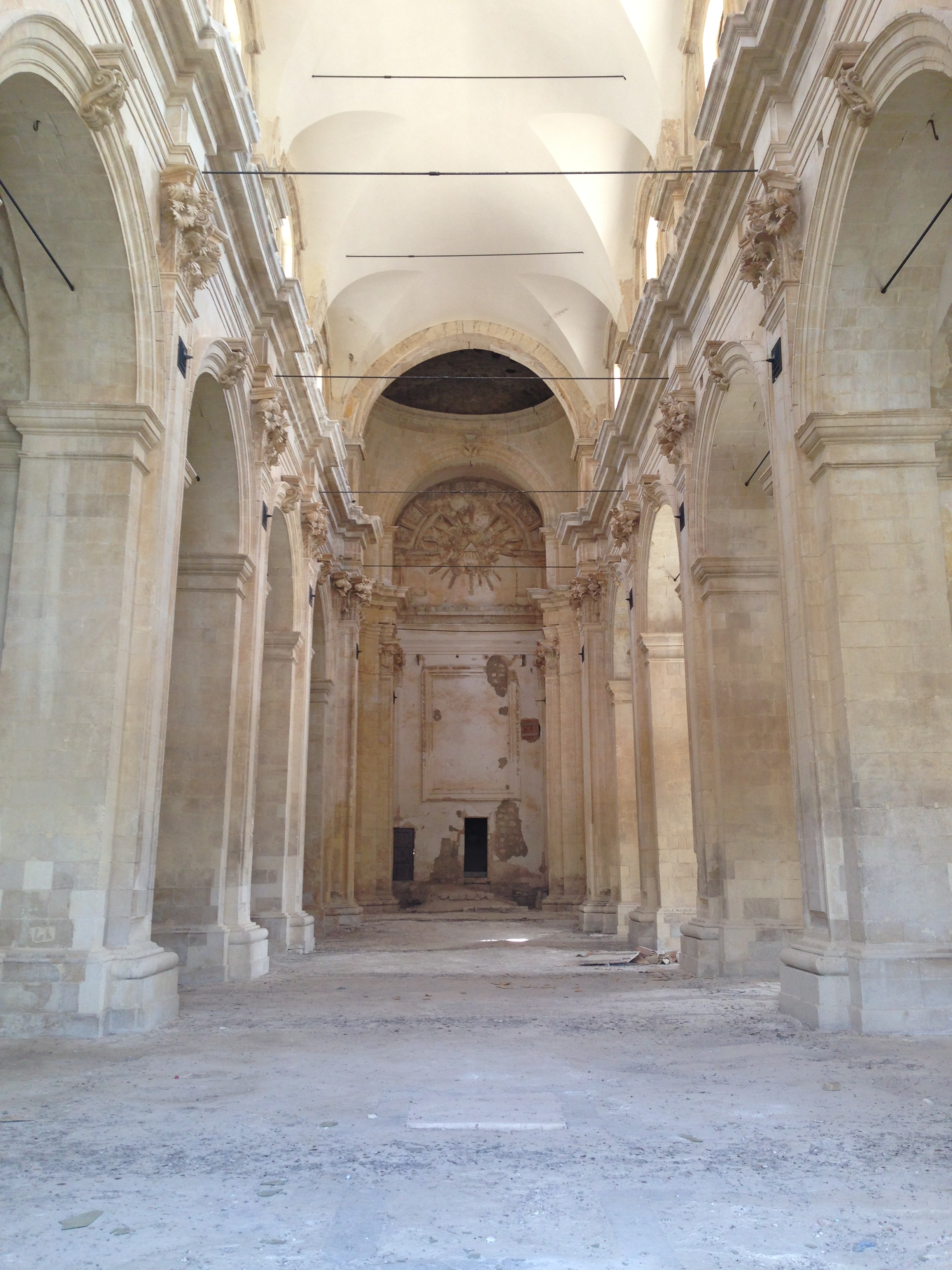
Navata centrale, 2016

Per la costruzione dell'edificio, collocato sul pendio di una collina rocciosa, si è resa necessaria la realizzazione di una terrazza a sostegno delle strutture: gli spazi sottostanti la chiesa sono stati adibiti a cripta utilizzata per le sepolture.
L'impianto è di tipo basilicale a tre navate di cinque campate, terminanti con il transetto sul fondo del quale si aprono tre absidi rettangolari. Sui quattro arconi che inquadrano il presbiterio si imposta l'anello della cupola. Il campanile è integrato nelle strutture del transetto destro.
La facciata a due ordini, rimasta incompiuta, mostra i caratteri salienti del barocco siciliano. Soprattutto nel partito centrale è possibile notare un uso plastico della superficie muraria e un forte dialogo di tensioni fra elementi liberi (colonne) e volumi (superfici murarie continue).